# گوووچتسه (استان پومرانی)
گوووچتسه (به لاتین: Główczyce) یک روستا در لهستان است که در گمینا گوووچتسه واقع شده‌است. گوووچتسه ۲٬۰۴۸ نفر جمعیت دارد.